# Pape Habib Sow
Pape Habib Sow oder kurz Pape Sow (* 12. Februar 1985 in Dakar) ist ein senegalesischer Fußballspieler.

## Karriere

### Verein
Sow spielte in seiner Jugend unter anderem für Racing Straßburg B. Seine Profikarriere startete er 2005 beim FC Sochaux und spielte anschließend der Reihe nach für die französischen Vereine Entente Sannois Saint-Gratien und LB Châteauroux.
2009 wechselte er ins Ausland und spielte für die portugiesischen Vereine União Leiria und Académica de Coimbra. Mit Letzterem wurde er dann Portugiesischer Pokalsieger der Spielzeit 2011/12.
Nach dem Pokalsieg mit de Coimbra wechselte Sow zum griechischen Traditionsverein Panathinaikos Athen.
Für Panathinaikos spielte er nur eine Spielzeit und wechselte dann in der letzten Woche der Sommertransferperiode 2013 zusammen mit seinem Teamkollegen zum türkischen Erstligisten Sanica Boru Elazığspor. Zum Saisonende verließ er diesen Klub wieder und beschloss seine Karriere mit Engagements in Portugal und Finnland.

## Erfolge
Mit Académica de Coimbra
- Portugiesischer Pokal: 2011/12